# Crinum nubicum
Crinum nubicum là một loài thực vật có hoa trong họ Amaryllidaceae. Loài này được Hannibal mô tả khoa học đầu tiên năm 1972.